# 阿卡蒂约奥尔
阿卡蒂约奥尔（Akathiyoor），是印度喀拉拉邦Thrissur县的一个城镇。总人口5273（2001年）。

## 人口
该地2001年总人口5273人，其中男性2503人，女性2770人；0—6岁人口548人，其中男280人，女268人；识字率84.47%，其中男性为84.94%，女性为84.04%。